# Hardeol
Hardeol és un dels principals cims de l'Himàlaia a Kumaon. El cim s'eleva fins als 7.151 msnm i té una prominència de 1.291 metres.
És el cim més alt del vessant nord de l'anell de cims que protegeix la Reserva de la Biosfera del Nanda Devi i es troba a l'angle nord-est d'aquest anell, a l'extrem nord de la vall de Milam d'Uttarakhand, Índia. Al nord hi ha el Tirsuli i al sud el Rishi Pahar, en una carena amb tendència nord-sud que condueix fins al Nanda Devi Est. L'Hardeol també és conegut com a Tirsuli Sud.
Després d'un primer reconeixement el 1939 i uns quants intents seriosos a partir del 1967, un equip de la policia de fronteres indotibetana va fer la primera ascensió de l'Hardeol el 31 de maig de 1978. Aquest equip estava liderat per S. P. Mulasi, i va escalar el cim des de la carena que connectava el pic amb el Tirsuli. Només un altre ascens, el 1991, es troba documentat. Aquesta ascensió, per part d'una gran expedició de la Força de Seguretat de la Frontera Índia, va posar cinc membres al cim el 24 de setembre.